# Miguel Villanueva
Miguel Villanueva y Gómez (Madrid, 31 octobre 1852 - Madrid, 19 septembre 1931) est un avocat et homme politique espagnol, ministre de l'Agriculture, de l'Industrie, du Commerce et des Travaux publics durant la régence de Marie-Christine d'Autriche et ministre du Développement (Fomento), ministre de la Marine, ministre d'État et ministre des Finances durant le règne d'Alphonse XIII. Il fut également président du Congrès lors de plusieurs législatures.